# Nepeta cataria
Nepeta cataria es el nombre científico de la menta gatera, albahaca de gatos, gataria, nébeda o catnip (por su nombre en inglés), una planta natural de Europa que crece en terrenos baldíos, taludes, setos, terraplenes y en ruinas de casas viejas. También crece asilvestrada en Asia occidental y Norteamérica. El ingrediente activo de la hierba gatera es la nepetalactona.
El nombre de su género Nepeta proviene del latín nepa, que significa "escorpión", dada la antigua creencia de que esta planta curaba la picadura de los escorpiones.

## Nombre común
En español se la conoce como: albahaca de gatos, gataria, gatera, gatera alta, mea-gatos, menta de gato, menta de gatos, menta gatera, menta gatuna, nébeda, nébida, yerba de gatos, yerba del asmático, yerba de los gatos, yerba gatera, yerba ñeta. En el ámbito comercial es muy común encontrar esta planta con el nombre de catnip, como un anglicismo.

## Características
Es una planta perenne con tallo grisáceo, velluda y ramificada que alcanza 20-60 cm de altura. Tiene hojas opuestas, pecioladas, cordadas, con bordes dentados y peludas por el envés. Las flores numerosas son de color amarillento y rosado manchados de púrpura, agrupándose en una espiga laxa pedunculada. La planta desprende un suave olor cítrico, sobre todo al partirla, que atrae a los gatos (de ahí su nombre común). Algunos aceites que contiene esta planta son flavonoides, ácido fenólico, esteroides, terpenoides e hidrocarburos terpenoides oxigenados.

### Efecto en los gatos
A los gatos se les hace irresistible esta planta. Comen sus flores, olisquean, mastican y se frotan en sus hojas volviendo una y otra vez por una dosis de su embriagadora esencia. Los aceites aromáticos de esta planta hacen que los gatos que la ingieren se comporten en un principio de manera muy juguetona, pero a medida que aumentan los efectos del aceite, su comportamiento se hace más extraño: empiezan a rodar sobre sí mismos como si estuvieran en éxtasis, cazan ratones imaginarios, etcétera.
No todos los gatos se estimulan en el mismo grado, y un tercio de los gatos no responderá en absoluto. Esta diferencia de respuesta de un gato a otro es, probablemente, debido a factores medioambientales, genéticos y sexuales (atrae sobre todo a las hembras pero también a los machos castrados).[cita requerida]
Si un gato que habitualmente reacciona a ella está en un ambiente extraño o está ansioso, es probable que no le produzca ningún efecto embriagador. Los gatos de ciertas razas no reaccionan a la Nepeta Cataria.[cita requerida] La valeriana puede ser una alternativa para aquellos gatos que no sienten los efectos de la hierba gatera.
Sin embargo, un estudio publicado en la revista Science apunta que tiene un efecto de "droga" sobre los felinos, muy parecido a lo que causa la morfina y la cocaína en las personas, afectando el sistema opioide de los gatos.
Todavía no se sabe el rasgo genético que produce esa atracción, pero puede obtenerse una selección siguiendo una línea genética mediante el apareamiento de gatos que tengan respuesta positiva a la Nepeta cataria, pero algunos científicos creen que las interpretan como feromonas de gatos.[cita requerida]
Esta sustancia está químicamente relacionada con un compuesto similar encontrado en su orina.[cita requerida]

### Efectos en los humanos
Esta planta tiene un historial de uso en la medicina tradicional para una variedad de dolencias. La planta se ha consumido, tomado en infusión, aplicado en cataplasma o se ha fumado. Tradicionalmente, la planta se ha utilizado como remedio para la fiebre, el resfriado, la tos, los problemas estomacales, la diarrea, los dolores de garganta, los dolores de cabeza, la neumonía, etc. Sin embargo, su uso medicinal ha desaparecido prácticamente con el desarrollo de fármacos más comunes en medicina tradicional.

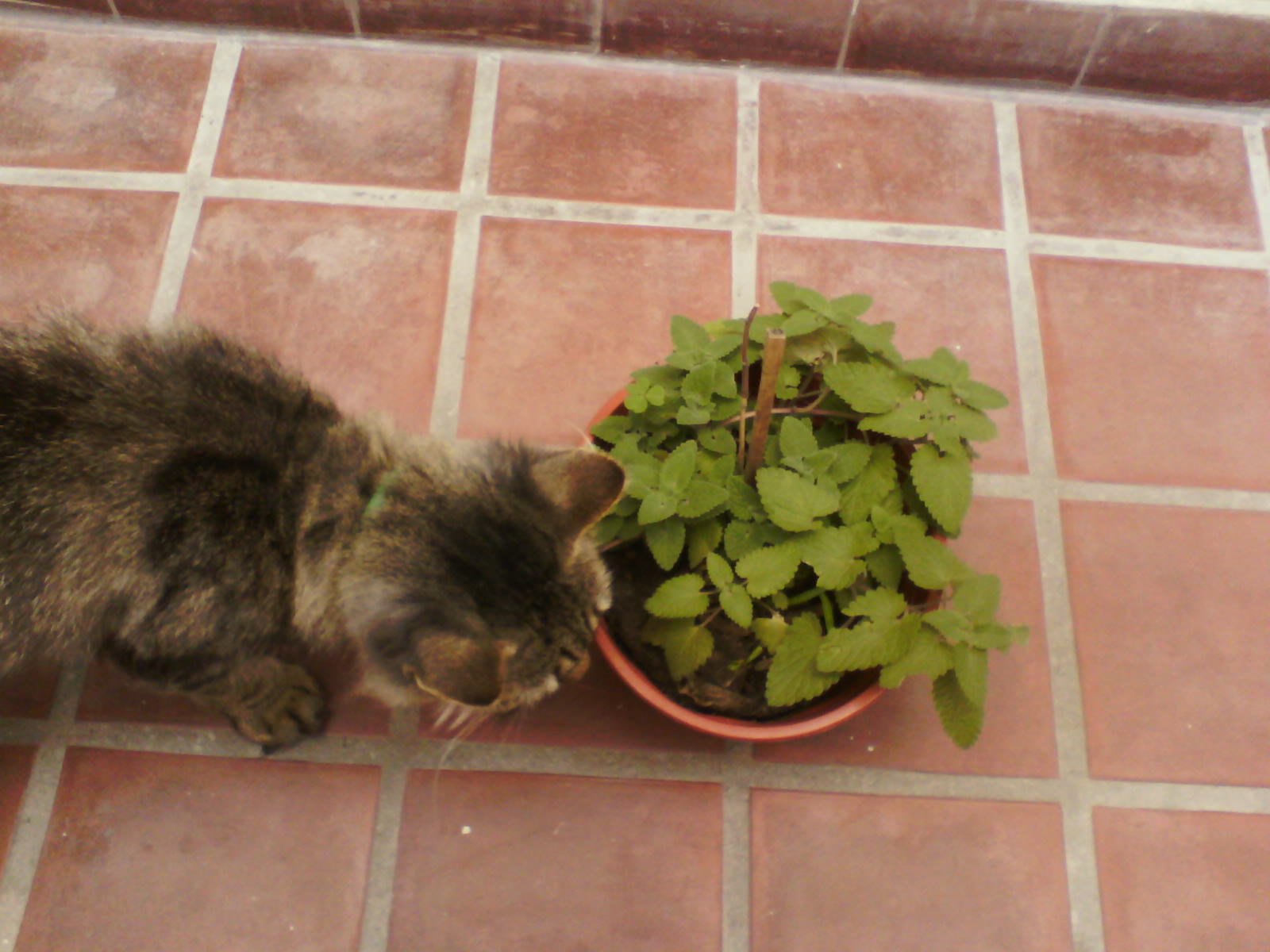
Gata oliendo la planta.

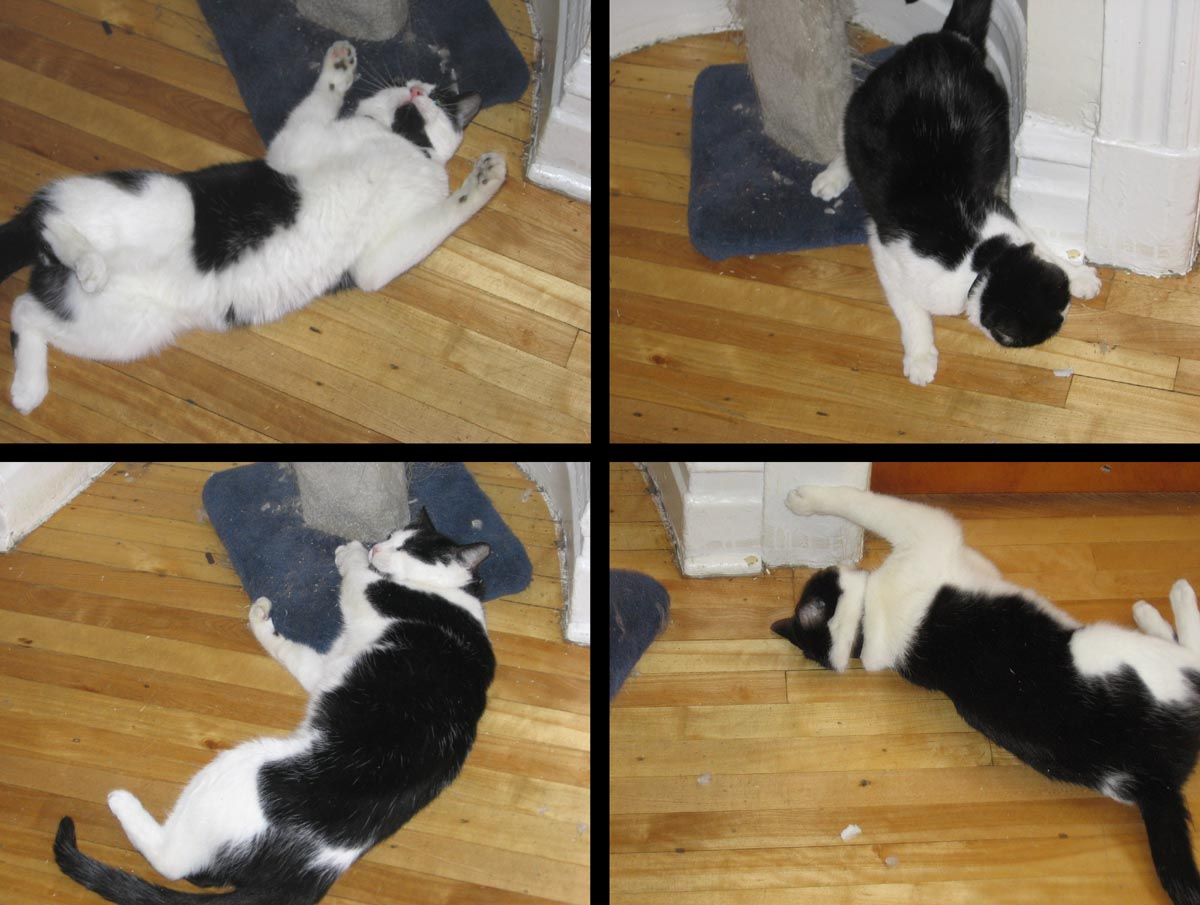
Un gato mostrando los efectos de la gatera.

## Sinonimia
- Cataria vulgaris Gaterau, Descr. Pl. Montauban: 105 (1789).
- Glechoma cataria (L.) Kuntze, Revis. Gen. Pl. 2: 518 (1891).
- Nepeta minor Mill., Gard. Dict. ed. 8: 2 (1768).
- Nepeta vulgaris Lam., Fl. Franç. 2: 398 (1779).
- Cataria tomentosa Gilib., Fl. Lit. Inch. 1: 78 (1782), opus utique oppr.
- Nepeta americana Vitman, Summa Pl. 3: 419 (1789), nom. illeg.
- Nepeta tomentosa (Gilib.) Vitman, Summa Pl. 3: 419 (1789).
- Nepeta mollis Salisb., Prodr. Stirp. Chap. Allerton: 78 (1796).
- Nepeta macrura Ledeb. ex Spreng., Syst. Veg. 2: 729 (1825).
- Nepeta citriodora Dumort., Fl. Belg.: 47 (1827).
- Nepeta ruderalis Boiss., Fl. Orient. 4: 643 (1879), nom. illeg.
- Glechoma macrura (Ledeb. ex Spreng.) Kuntze, Revis. Gen. Pl. 2: 518 (1891).
- Calamintha albiflora Vaniot, Bull. Acad. Int. Géogr. Bot. 14: 181 (1904).
- Nepeta bodinieri Vaniot, Bull. Acad. Int. Géogr. Bot. 14: 172 (1904).
- Nepeta laurentii Sennen, Bol. Soc. Ibér. Ci. Nat. 32: 20 (1933 publ. 1934).[9]